# Jean Delbert
Jean Delbert, né le 1er avril 1901 à Madière et mort le 22 février 1984 à Toulouse, est un dirigeant français de rugby à XV.

## Biographie
Élu à la présidence de la Fédération française de rugby en 1962, Jean Delbert, président du comité des Pyrénées, déclare le maintien du championnat de France lors de la « révolte des 465 ». Certains responsables contestent son immobilisme et son laxisme.
Il devient président de la FIRA - Association européenne de rugby[Quand ?].